# Équipe de France de rugby à XV au Tournoi des Cinq Nations 1987
L'équipe de France de rugby à XV au Tournoi des Cinq Nations 1987 termine première en réussissant un Grand chelem (quatre victoires en quatre matches). Il s'agit du quatrième Grand chelem réussi par l'équipe de France dans le Tournoi. Au total, dix-sept joueurs ont contribué à ce succès.

## Les joueurs

### Première ligne
- Pascal Ondarts
- Daniel Dubroca  (capitaine)
- Jean-Pierre Garuet

### Deuxième ligne
- Alain Lorieux
- Jean Condom
- Francis Haget

### Troisième ligne
- Éric Champ
- Dominique Erbani
- Laurent Rodriguez

### Demi de mêlée
- Pierre Berbizier

### Demi d’ouverture
- Franck Mesnel

### Trois-quarts centre
- Denis Charvet
- Philippe Sella

### Trois-quarts aile
- Éric Bonneval
- Philippe Bérot
- Jean-Baptiste Lafond

### Arrière
- Serge Blanco

## Résultats des matches
- Le 7 février, victoire 16-9 contre l'équipe du pays de Galles à Paris-Parc des Princes
- Le 21 février, victoire 19-15 contre l'équipe d'Angleterre à Twickenham
- Le 7 mars, victoire 28-22 contre l'équipe d'Écosse à Paris-Parc des Princes
- Le 21 mars, victoire 19 - 13 contre l'équipe d'Irlande à Dublin

## Points marqués par les Français

### Match contre le pays de Galles
- Philippe Bérot (8 points) : 1 transformation, 2 pénalités
- Éric Bonneval (4 points) : 1 essai
- Franck Mesnel (4 points) : 1 essai

### Match contre l'Angleterre
- Philippe Bérot (5 points) : 1 transformation, 1 pénalité
- Philippe Sella (4 points) : 1 essai
- Éric Bonneval (4 points) : 1 essai
- Serge Blanco (3 points) : 1 drop
- Franck Mesnel (3 points) : 1 drop

### Match contre l'Écosse
- Philippe Bérot (13 points) : 1 essai, 3 pénalités
- Éric Bonneval (12 points) : 3 essais
- Franck Mesnel (3 points) : 1 drop

### Match contre l'Irlande
- Philippe Bérot (11 points) : 1 transformation, 3 pénalités
- Éric Champ (8 points) : 2 essais